# Cayo Luccio Telesino
Cayo o Gayo Luccio Telesino  fue un senador romano del siglo I, homo novus, que desarrolló su carrera bajo Claudio y Nerón, aunque su único cargo conocido fue el de consul ordinarius en 66, bajo Nerón.